# Mazowiecka Wyższa Szkoła Humanistyczno-Pedagogiczna w Łowiczu
Mazowiecka Wyższa Szkoła Humanistyczno-Pedagogiczna w Łowiczu – istniejąca w latach 1993–2015 niepubliczna szkoła wyższa z siedzibą Łowiczu. Prowadziła studia na kierunkach pedagogika, historia, filologia polska oraz zarządzanie i marketing. W czerwcu 2015 została połączona ze Staropolską Szkołą Wyższą w Kielcach.

## Historia
Uczelnia powstała w 1993 z inicjatywy Stowarzyszenia Mazowiecki Ośrodek Badań Naukowych. Do 2010 dyplomy uzyskało w niej ponad 10 tysięcy osób (magistrów i licencjatów). Szkoła posiadała duże zaplecze materialne, dysponując powierzchnią na cele dydaktyczne i administracyjne wielkości 17 510 metrów kwadratowych. W domach akademickich znajdowało się 275 miejsc dla słuchaczy. Uczelnia przestała istnieć w czerwcu 2015 na skutek połączenia ze Staropolską Szkołą Wyższą w Kielcach.
Uczelnia miała siedzibę przy ul. Akademickiej 1/3 w Łowiczu. Po likwidacji uczelni należące do niej grunty i budynki zostały odkupione przez prywatnego inwestora. W 2019 główny budynek dawnej uczelni został wyburzony, a na jego miejscu ma powstać budynek mieszkalno-usługowy.

## Struktura i władze
W uczelni istniały następujące podstawowe jednostki organizacyjne:
- Wydział Filologiczny
- Wydział Historyczny
- Wydział Humanistyczny
- Wydział Nauk Społeczno-Ekonomicznych w Warszawie
- Wydział Pedagogiczny
- Wydział Zarządzania i Marketingu[4]

Funkcję rektora pełnił Wiesław Balcerak, a prorektorami byli: Zbigniew Tomkowski, Janusz Wojtasik, Marek Józef Żukowski.